# 愛知県立豊橋東高等学校
愛知県立豊橋東高等学校（あいちけんりつ とよはしひがしこうとうがっこう）は、愛知県豊橋市向山町に所在する県立高等学校。

## 設置学科
- 普通科
  - 普通コース
  - 国際理解コース

## 概要
旧制愛知県立豊橋第二中学校と豊橋市立高等女学校の系統を引く。豊橋市、豊川市、田原市で東高、もしくは単に東といえば、この高校を指すことが多い。
入学者は豊橋市を中心に東三河全域から進学している一方で、静岡県西遠地方（湖西市、浜松市三ケ日地区）からの通学生も多い。

## 沿革
豊橋町立高等女学校（豊橋高女）は1902年（明治35年）に開校。1906年（明治39年）には市制施行と同時に豊橋市立高等女学校となり、大正年間には久邇宮家の良子女王（後の香淳皇后）が在籍した。また、愛知県立豊橋第二中学校（豊橋二中）は1926年（大正15年）4月に設立された。1948年（昭和23年）には学制改革により、豊橋高女が豊橋市立高等学校に、豊橋二中が愛知県立青陵高等学校に改称した。
同年10月に両校が統合し、愛知県立豊橋東高等学校となる。同時に小学区制実施で豊橋市中心部を含んだ東部が学区となるが、女子を中心に東三河全域から寄留による越境入学が絶えなかった。1973年（昭和48年）から始まった学校群制度では、豊丘高校と豊橋第二学校群（通称：豊橋二群）を組んだ。

### 年表
- 1902年（明治35年）4月 - 豊橋町立高等女学校が豊橋町西八町に創立[1]
- 1906年（明治39年）8月 - 豊橋市立高等女学校に改名
- 1924年（大正13年） - 豊橋市立高等女学校が旭町（現在の豊橋市立旭小学校が有る）から豊橋市向山町の現在地に移転。
- 1926年（大正15年）4月 - 八名郡下川村（現在の豊橋市牛川町）に愛知県立豊橋第二中学校創立
- 1948年（昭和23年）4月 - 学制改革で、豊橋高女が豊橋市立高校、豊橋二中が愛知県立青陵高校となる。
- 1948年（昭和23年）10月 - 豊橋市立高校と愛知県立青陵高校を統合して、豊橋市立高校の校地（現在地）に愛知県立豊橋東高校が発足。青陵高校校地は、3つの新制中学校が統合した豊橋市立青陵中学校が使用する。
- 1956年（昭和31年）3月 - 三河全域を学区とする大学区制に変更。
- 1973年（昭和48年）3月 - 学校群制度実施で、豊丘高校と豊橋第二学校群を組む。
- 1989年（平成元年）3月 - 学校群制度廃止。複合選抜実施。
- 2001年（平成13年） - 学校創立100周年を記念して本館棟を改築および記念庭園を築庭する。

## 教育方針
授業は1時間あたり50分の曜日により6時間または7時間授業で行っている。

### 校訓
- 自主・協調
- 知性・教養
- 誠実・剛健

### 教育目標
- 自ら考え自ら学ぶ意欲をもち、礼節を重んずる心豊かな人間の育成。
- 深い知性と創造性を培い、国際社会に生きる日本人としての資質の育成。
- 人間信頼に基づく誠実さをもち、心身ともにたくましい人間の育成。

## 校歌・応援歌
校歌は、大木惇夫作詞、信時潔作曲である。歌は混声四部合唱形式。応援歌として作られた曲は存在せず、後述するファイヤーストームで歌われる「生徒会歌」や「東高賛歌」などがそれに近いものだと考えられる。

## 学校行事
9月に文化祭と体育祭を合わせた学校祭「ひがし祭」が行われる。
毎年、体育祭終了後に2年生のストームリーダーと1年生男子により「ファイヤーストーム」が行われる。このファイヤーストームは、東高の長い歴史を誇る、先輩から後輩へと受け継がれてきた伝統行事であり、上半身裸で鉢巻に股下という姿で豊橋二中時代の校歌や東高賛歌などを歌う。
体育大会の後に、女子生徒が意中の男子生徒にカルピスを渡して思いを伝える告白文化も、ファイヤーストームとともに受け継がれている。

## 生徒会・部活動など
- 女子バレーボール部は1950～1960年代に全国高等学校総合体育大会バレーボール競技大会 で5度の優勝(1951.1952.1956.1960.1966年)を誇り、中村（東京）、四天王寺（大阪）、久喜（埼玉）と並ぶ名門として名をはせたが、近年は低迷している。優勝のほかに4度の準優勝(1950.1958.1961.1962年)、5度のベスト4(1953.1957.1964.1965.1967年)を誇る。
- 美術部 が大潮展（だいちょうてん＝公募展）「学生の部」で、1960～1970年代に入選者数日本一として活躍。

## 交通アクセス
- 豊鉄バス（岩田団地線 / 大池経由）「東高校前」バス停下車。

## 著名な関係者
- 香淳皇后 - 昭和天皇の皇后。明仁上皇の実母。
- 浅野勝人 - 前参議院議員
- 竹本幸夫 - 豊川市長
- 園子温 - 映画監督
- 岩瀬立飛 - ジャズドラマー
- 松井守男 - 画家
- 大内順子 - ファッション評論家
- 木藤亜也 - 『1リットルの涙』の原作者。病気の進行のため途中で通学を断念し、県立岡崎養護学校へ転校。
- 夏目浩光 - 青森放送元アナウンサー
- 島田彩夏 - フジテレビアナウンサー
- 横田光幸 - フリーアナウンサー
- 藤井淳志 - 中日ドラゴンズ外野手
- 山本由紀 - 空手の選手。極真空手道連盟極真館全日本女子4連覇。世界大会日本代表。全アジア大会優勝、国際大会優勝など
- ピンキー青木 - ミュージシャン
- ほしの竜一 - 漫画家、東海学園大学准教授
- 堀内貴之 - ラジオパーソナリティ
- 小林宏之 - 航空評論家、元日本航空パイロット
- 天野なな実 - フリーアナウンサー。元テレビ愛知アナウンサー、元 チューリップテレビアナウンサー
- 古関金子 - 作曲家古関裕而夫人。声楽家、詩人。2020年（令和2年）度のNHK連続テレビ小説『エール』の古山音のモデル。

## その他
これまで暖房設備のみ設置されていたが、2007年度（平成19年度）の工事により一部教室に冷房設備が整備されることとなった。